# ( )
| Совокупная оценка    | Совокупная оценка |
| Источник             | Оценка            |
| -------------------- | ----------------- |
| Metacritic           | (82/100)          |
| Оценки критиков      |                   |
| Источник             | Оценка            |
| Allmusic             | [ 2 ]             |
| Entertainment Weekly | (B+)              |
| Robert Christgau     | (C)               |
| Pitchfork Media      | (7.6/10)          |
| Drowned In Sound     | (positive)        |
| Rolling Stone        | [ 7 ]             |
| Q Magazine           | [ 8 ]             |
| Alternative Press    | [ 9 ]             |
| Stylus Magazine      | Lindsay – (A−)    |
| Stylus Magazine      | Mueller – (B−)    |
| Blender              | [ 12 ]            |
| Uncut                | [ 13 ]            |
| PopMatters           | [ 14 ]            |
| Spin                 | [ 15 ]            |
| Dusted Magazine      | [ 16 ]            |

() — третий студийный альбом исландской группы Sigur Rós, вышедший в 2002 году.

## Об альбоме
() — яркий образец стиля пост-рок — нестандартные решения и использование множества инструментов дополняются отсутствием текста как такового — вокалист Йоун Тоур Биргиссон исполняет песни на выдуманном «хоупландском языке».
Альбом разделён тридцатисекундной паузой на две части — лёгкую первую, включающую в себя 4 композиции, и более тяжёлую и мрачную вторую часть.
Обложка альбома представляет собой белый лист с серыми скобками, охватывающими пустоту. Восемь треков, представленных на альбоме, не имеют названий, на обратной стороне обложки они обозначены как «untitled» (без названия) с порядковыми номерами. Тем не менее, есть неофициальные заглавия песен, которые используются музыкантами.
Песня «Untitled 4» вошла в саундтрек к фильму «Ванильное небо». Трек «Untitled 3» (samskeyti) вошёл в саундтрек к фильму «Загадочная кожа».

## Песни
- Композиция «Samskeyti» звучит в финале фильма Грегга Араки «Загадочная кожа», вышедшего на экраны в 2004 году.
- Композиция «Njósnavélin» звучит в фильме «Ванильное небо», вышедшем в 2001 году, а также в 1 серии 3 сезона телесериала Queer as folk.
- Композиция «Untitled #1 (a.k.a. „Vaka“)» звучит в 3 серии 2 сезона сериала Skins.
- Композиция «Untitled #1 (a.k.a. „Vaka“)» дважды звучит в фильме После свадьбы.
- Композиция «Untitled #8 (a.k.a. „Popplagið“)» звучит в трейлере к фильму «Вторжение».
- Композиция «Dauðalagið (The Death Song)» звучит в рекламном видео игры Dead Space, вышедшей в 2008 году (Dead Space — launch trailer (official EAFrance YouTube channel) на YouTube).
- Композиция «Dauðalagið» звучит в фильме «Jenson Button's Glorious Season — BBC», вышедшем в 2009 году.

## Список композиций
Слова и музыка всех песен — Sigur Rós.
| №  | Название                             | Значение альтернативного названия                                                      | Длительность |
| -- | ------------------------------------ | -------------------------------------------------------------------------------------- | ------------ |
| 1. | «Untitled #1» (a.k.a. «Vaka»)        | Вака — имя дочери Орри Дирасона                                                        | 6:38         |
| 2. | «Untitled #2» (a.k.a. «Fyrsta»)      | «Первая», «Первая песня»                                                               | 7:33         |
| 3. | «Untitled #3» (a.k.a. «Samskeyti»)   | «Верность», «Преданность»                                                              | 6:33         |
| 4. | «Untitled #4» (a.k.a. «Njósnavélin») | «Njósnavélin» означает «шпионская машина», песня также известна как «The Nothing Song» | 6:57         |
| 5. | «Untitled #5» (a.k.a. «Álafoss»)     | Аулафосс — место нахождения студии группы                                              | 9:57         |
| 6. | «Untitled #6» (a.k.a. «E-Bow»)       | В этой песне Георг Хоульм играет электронным смычком (E-bow) на бас-гитаре             | 8:48         |
| 7. | «Untitled #7» (a.k.a. «Dauðalagið»)  | «Песня смерти»                                                                         | 12:52        |
| 8. | «Untitled #8» (a.k.a. «Popplagið»)   | «Поп-песня»                                                                            | 11:43        |